# 3C (結婚の条件)
3C（さんシー）とは、心理学者の小倉千加子が提唱した、バブル崩壊後から平成初期までの日本で、女性が結婚相手に求めている条件を表す言葉。現代的な女性の上方婚指向（収入・学歴・階層の高い者との結婚を希望する）を表していた言葉。バブルの崩壊を受けて「高望みはしないけれど、これくらいは望みたい」という、バブルの夢から覚めた現実路線に「comfortable（十分な給料）」「communicative（価値観が一緒）」「cooperative（協調的）」を意味する。ほぼ同時期に「三平」という1989年から始まった平成の元号にも絡めた3Cより、現実的な条件がとなっている。2010年代半ばには「4低」というのが出てきている。

## 3つのC
3つのCは以下の英単語の頭文字からなる。
- comfortable･･･「快適な」だが、意訳すると「充分な給料」。今の生活水準を落とさないで、子育てができる程度。一般に年収700万円以上。
- communicative･･･「理解しあえる」だが、意訳すると「階層が同じかちょっと上」。価値観やライフスタイルが一緒。
- cooperative･･･「協調的な」だが、 意訳すると「家事をすすんでやってくれる」。

　かつての「三高」（高学歴・高収入・高身長）のひとつだった高身長は努力して達成できるものではないが、高学歴・高収入と、開明的で高度な価値観は夫の不断の努力で成し遂げることができるとされる。しかし、理解度と協力度は定性的なので、その比率を測るのは困難である。